# 身狭青
身狭 青（むさ の あお）は、日本古代の官吏・側近・豪族。外交官。姓は村主。氏は「牟佐」とも表記する。中国系渡来人。

## 出自
身狭氏は、『新撰姓氏録』左京諸藩下に「牟佐村主」とあり、「呉ノ孫権ノ男ノ高ヨリ出ヅルナリ」と伝えており、呉国からの渡来人。『新撰姓氏録』逸文によると、「牟佐村主」は仁徳天皇の御世に渡来し、大和国檜隈に居住したという。
青は渡来氏族身狭氏の出自であり、史部としての知識、技能を認められ、外交面での活躍の場を与えられたとみられる。『新撰姓氏録』左京諸蕃は、「牟佐村主」は呉の孫権の子孫である、という記述があり、坂上氏の系図が引用する『新撰姓氏録』逸文は、牟佐村主は大和国高市郡の他の多くの「村主」姓の一族とともに、阿知使主が率いてきた民の子孫である、と記述している。「身狭」（牟佐）は大和国高市郡の地名で、『延喜式』神名帳に牟佐坐神社があり、奈良県橿原市見瀬町はその遺称地にあたり、中国系渡来人が多数居住していたという高市郡に居を占めていたことになる。また、『新撰姓氏録』摂津国諸藩「牟佐呉公」（ムサノクレノキミ）も呉国王子の後裔と伝えるので同族の可能性がある。

## 経歴
『日本書紀』巻第十四によると、雄略天皇は宍人部と同じ十月に、「史戸」（ふみひとべ）・「河上舎人部」（かわかみのとねりべ）を設けた。自分の心を師（さかし）として、誤って人を殺すことが多かった、という。天下の人たちは、「誹謗」して「大（はなは）だ悪（あ）しくまします天皇なり」と申し上げた。そんな中で天皇が寵愛したのは、身狭村主青と、檜隈民使博徳たちだけだったという。
上記のように、青は雄略天皇の側近として重用され、史部として仕えた。雄略天皇8年（464年）、博徳とともに呉国（くれのくに、華南）に派遣された。派遣の目的は、雄略天皇が即位してから新羅が苞苴（みつき）を奉らなかったことを責めたものであった。畏れをなした新羅国王は、高麗（こま、高句麗）によしみを通じ、高麗兵が100人新羅防衛のために送られてきた。しかし、ほどなくしてそれがまやかしのものだとわかり、新羅王は国内の高麗人を皆殺しにした。結果、新羅・高麗間で戦争が起こり、新羅は任那（加羅）の王を介して任那日本府に援軍を頼み、膳斑鳩らの率いる軍が高麗軍を破った、とある。
10年9月には、呉から献上された2羽の鵞鳥を運んで、筑紫国に至ったが、この鵞鳥は水間君の犬によって食い殺されてしまった。12年にも博徳とともに、呉に派遣された。2年後に帰国し、「手末（たなすえ）の手伎（てひと）」である漢織、呉織、衣縫の兄媛、弟媛などの技術者を招来した。ただし、青は雄略朝の史部、文筆に携わった人で、中国南朝の宋王朝、『日本書紀』のいう呉国に使者として赴いたと伝えられており、雄略天皇が目指していた政治体制を考える上で示唆に富むが、青は対呉外交において知ることが出来るだけであるが、『日本書紀』雄略紀の対呉外交と倭の五王外交を記した『宋書』倭国伝の遣使年次との間に対応関係は認められず、『日本書紀』は『宋書』関係記事をまったく参照していないことになり、『日本書紀』雄略紀の遣使の史実性と意味が問われる。
「青」「博徳」ともに、日本風の名前ではなく、大陸への使者に任じられているところから、帰化後まもない世代であり、倭王武の上表文に記された四六駢儷体の漢文の筆者と関係があることが推定される。